# Alekšince
Alekšince jsou obec na Slovensku v okrese Nitra. Žije zde přibližně 1 700 obyvatel.

## Historie
Nejstarší nálezy, které svědčí o osídlení, jsou ze starší doby kamenné. V části Maďaroš bylo nalezeno sídliště z doby bronzové. Další archeologické nálezy pocházejí z doby železné a doby římské.
První písemná zmínka o obci pochází z roku 1156. Ostřihomský arcibiskup Martírius se tehdy rozhodl darovat církevní desátky ze 70 vesnic své diecéze ostřihomské kapitule a zlepšit tak materiální zabezpečení jejích kanovníků. Mezi vesnicemi nitranského arciděkanátu je zmiňována i „villa Alexu“ – dnešní Alekšince. Darovací listina krále Ladislava IV. Kumána z roku 1275 uvádí, že prvním světským majitelem Alekšince byl rytíř Deuse nitranského hradu, který zahynul při tatarském vpádu v letech 1241–1242. Obec je zde uváděna pod názvem Elekchy. V roce 1275 získali obec Vítkovci, rytíři ze sousedních Rišňovců. V roce 1601 byla vypálená Turky.
V roce 1715 bylo v obci 15 domácností, v roce 1751 zde žilo 81 rodin a v roce 1787 bydlelo 506 obyvatel v 82 domech. V roce 1828 měla obec 509 obyvatel v 72 domech. Hlavní obživou bylo zemědělství.

## Poloha
Obec leží třináct kilometrů severozápadně od Nitry v jižní části Nitranské pahorkatiny. Obcí protéká potok Andač, pravý přítok říčky Radošinky. Nadmořská výška je v rozmezí 150–233 m, ve středu obce činí 160 m n. m. Povrch je členěný úvaly. Jeho odlesněné území je tvořeno neogenními usazeninami pokrytými spraší.

## Kostel
Obec náleží pod římskokatolickou farnost svatého Jana Nepomuckého v Lukáčovcích, děkanát Lužianky, diecéze nitranské. V obci stojí filiální kostel svaté Anny, který byl postaven v roce 1802 v klasicistním slohu. Původní malá kaple byla rozšířena o boční loď v roce 1939. Hlavní oltář s Kalvárií pochází z roku 1802. V kostele je zvon z roku 1800.

## Zajímavosti
V roce 1961 byly v obci nalezeny stříbrné mince a zlaté zlomky, které jsou uloženy ve vlastivědném muzeu v Hlohovci. V roce 1972  byla nalezena hliněná nádoba se sedmdesáti mincemi z období 1674–1691. Alešinský poklad je uložen ve Slovenském národním muzeu Bratislava.